# Micah Barnes
Micah Barnes (Vienna, 30 maggio 1960) è un cantante, compositore e attore canadese, che si è esibito sia come solista, sia nelle due band Loudboy e The Nylons.

## Biografia e carriera
Figlio del compositore Milton Barnes e fratello del musicista Daniel Barnes, Micah ha studiato canto con José Hernandez e Bill Vincent, ed ha iniziato a cantare negli anni ottanta nei cabaret e nei night club di Toronto. Nello stesso periodo, ha dato avvio alla carriera di attore, apparendo in teatro, cinema, televisione e programmi radiofonici.
Barnes è apertamente gay, ed è stato il compagno dell'attore e ballerino René Highway, fino alla morte di quest'ultimo nel 1990 a causa dell'AIDS.
Solo successivamente Barnes entrò a far parte del gruppo The Nylons, nel quale avrebbe militato dal 1990 al 1996, e più tardi si trasferì a Los Angeles.
In 2003 ha collaborato con il duo house Thunderpuss per il pezzo dance Welcome to My Head, che ha raggiunto la prima posizione nella classifica Billboard Club.